# 德克萨斯共和国

德克萨斯共和国（英語：Republic of Texas），又译得克萨斯共和国或德萨斯共和国，清徐繼畬於1844年所著《瀛寰志略》中譯作得撒，亦称孤星共和國，是一個於1836年自墨西哥獨立出來的國家，九年後（1845年）經議會決議併入美國，成為其一州。
其領土範圍涵蓋現今美國德克薩斯州以及部份的新墨西哥州、科羅拉多州、懷俄明州、奧克拉荷馬州、堪薩斯州。其東界即於1819年由美國和西班牙簽署的《亞當斯—奧尼斯條約》所訂疆界；南界與西界在其國祚九年中一直與墨西哥爭執不下：德克薩斯共和國宣稱其疆界遠及於格蘭德河；墨西哥則稱其邊界僅及較東的努埃塞斯河。這個邊界未定的問題，除了是德克薩斯共和國加入美國聯邦的原因之一，在德克薩斯共和國併入美國成為一州之後，演變成為美墨戰爭的主要導火線。戰火還波及美西邊境，因而造成加利福尼亚地區建立一個短暫的共和國政權。後來該國也加入美國聯邦，成為今天的加州。

## 独立

### 西班牙属德克萨斯
在西班牙殖民晚期，德克萨斯属新西班牙总督辖区，在历史上这一时期被称为西属德克萨斯。虽然西班牙声称对这一地区拥有主权，但直到法国人在圣路易斯建立殖民据点后，西班牙才开始在这一区局建立永久性殖民地。当时这一地区主要居住着印第安人。在永久居民点圣安东尼奥建立之前，在1690-1710年代，只有一些传教士在这一地区活动。。由于西属德克萨斯上生活着众多印第安人，加上它距新西班牙的人口聚居区较远、缺乏白银等名贵矿产，只有少量的白人居住在德克萨斯。西班牙在此地驻有一支小型部队以保护在印第安人部落中传教的天主教传教士，与法属路易斯安那的法国人和英属北美鼎足而立。
1762年，法国波旁王室放弃了其对于包括德克萨斯在内的北美内陆地区的领土主张，将其让与西班牙波旁王室。这一地区成为了日后的西属路易斯安那。1799到1803年间，随着拿破仑帝国的崛起，西班牙将路易斯安那归还法国，法国随后又将这一地区售与美国。但直到1819年，德克萨斯的归属才得以明确。美西间签订的《亚当斯－奥尼斯条约》将西属佛罗里达让与美国，并在德克萨斯与路易斯安那领地间划定明确边界。
1810年，墨西哥独立战争爆发，新西班牙地区与西班牙王国之间的关系发生变化。一些美国白人组建了远征队，参与了墨西哥反抗西班牙的独立斗争中。这些人中包括了由贝尔纳多.古铁雷斯.德.拉腊（Bernardo Gutiérrez de Lara）指挥的规模大约为130人的古铁雷斯-玛吉远征队（又名北部共和军）。这支部队先后在奥古斯特.玛吉（Augustus Magee）和萨缪尔.肯普（Samuel Kemper，在1813年玛吉阵亡后接替玛吉）的指挥下取得了一系列对抗西班牙总督曼努埃尔.萨尔赛多（Manuel María de Salcedo）麾下军队的胜利。
在罗西略河战役（Battle of Rosillo Creek）的惨败后，萨尔赛多于1813年4月1日宣布投降。两天后，他被处决。1813年4月6日，获胜的北部共和军起草了一部宪法，宣布德克萨斯共和国独立并由古铁雷斯担任总统。北部共和军中的美国白人对由墨西哥人来领导政府表示不满，随后在肯普的率领下返回美国。
1813年8月13日，在麦地那战役（Battle of Medina）中，北部共和军惨败于西班牙军队，短命的德克萨斯共和国随之覆亡。西班牙人随后对当地人进行了严酷的报复，加深了当地人对西班牙王室的不信任。麦地那战役中幸存的老兵不少都成为了20年后德克萨斯革命的领袖并签署了德克萨斯独立宣言。
在这次远征失败后，建立「德克萨斯共和国」的努力在六年间偃旗息鼓，直到1819年，来自维吉尼亚的军事探险家詹姆斯.朗（James Long）率军入侵西属德克萨斯，试图解放这一地区。
艾里.哈里斯（Eli Harris）率120人渡过沙宾河，进入纳科多奇斯。两周后，朗带来了为数75人的增援部队。6月22日，双方共同宣布新政府成立，由朗担任总统，并设立了21人组成的最高委员会。次日，他们发表了以美国独立宣言为蓝本的独立宣言。这份文件称西班牙人犯下“种种暴行”，实行“令人厌恶的暴政”。他们承诺要保护当地人的宗教自由、言论自由和自由贸易。最高委员会授予每位远征队成员10平方英里的土地，并允许新政府售卖额外的土地以募集资金。不到一个月的时间，远征队的规模扩张到了300人。
新政府在阿纳瓦克附近沿着三一河和布拉索斯河建立了贸易据点。朗治下的德克萨斯共和国出版了德克萨斯地区第一份英语报纸——《德克萨斯共和报》。这份报纸仅仅存在了一个月的时间。
朗同样联络了在加尔维斯顿岛地区进行大规模走私活动的法国人让.拉菲特（Jean Lafitte）。他的信中表明，新政府在加尔维斯顿建立了海事法庭并邀请拉菲特来担任加尔维斯顿地区的长官。但朗并不知道，拉菲特其实是西班牙人的间谍。拉菲特一边向朗许下各种承诺，一边为西班牙政府收集各种关于远征队的信息。7月16日，新奥尔良的西班牙总督写信向墨西哥城的西班牙总督示警，称「我相信现在王国正面临着有史以来威胁最大的一次军事远征」。
由于拉菲特拒绝提供援助，远征队的补给很快耗尽。朗让众人自行掠夺食物和补给。军中士气低落，包括詹姆士·鲍依在内的多人选择离队归乡。10月上旬，拉菲特与朗达成协议，加尔维斯顿将成为新生国家的港口，拉菲特将成为该地的赃官。随后不到几周，500名西班牙军人抵达德克萨斯并向纳科多奇斯进军。朗的部队选择撤退，超过40人被俘。朗逃到了路易斯安那的纳契托什。其他人逃到了加尔维斯顿，在玻利瓦尔半岛定居。
但朗并没有就此灰心丧气。1820年4月6日，朗带着更多的增援部队回到了玻利瓦尔半岛。他不断为第二次远征筹集资金。有50名美国人打算加入他，但当他们试图进入德克萨斯时被美国政府逮捕。朗的部下对朗用代金券支付军饷感到不满，开始逃离部队。1820年12月时，朗的麾下只剩下50人。
在本.米拉姆（Ben Milam）和其他人的帮助下，朗重建了最高委员会。但他随后与米拉姆决裂，远征队在随后的近一年中处于名存实亡的状态，直到1821年9月19日，朗率领52人向内陆进军，试图攻占法迪恩斯堡（Presidio La Bahía）。10月4日，法迪恩斯堡陷落，但4天后，朗在西班牙人的进攻下被迫投降。他被西班牙人囚禁，送往墨西哥城。六个月后，他被一名据称受特雷斯帕拉西奥斯（José Félix Trespalacios）贿赂杀害他的卫兵射杀。朗的远征至此结束。

### 墨西哥属德克萨斯
1821年，《科尔多瓦条约》签订，德克萨斯与墨西哥其他地区一道从西班牙治下独立。按照《伊瓜拉计划》，墨西哥将是一个在皇帝阿古斯汀一世治下的立宪君主制国家。在从西班牙殖民地向独立的墨西哥国家的转变过程中，史蒂芬·F·奧斯丁率领一群被称为“老三百人”的美国定居者带着他们的奴隶进入德克萨斯。他们通过与当地的西班牙王室总督谈判，取得了在指定地点建立一定数量的殖民地的权力。不久后，西班牙承认了墨西哥的独立，奥斯汀前往墨西哥城来确保新政府承认他们的定居权。墨属德克萨斯与奥斯汀的定居点几乎同时建立，这导致墨西哥政府与不断在德克萨斯定居的美国人间产生了龃龉。墨西哥第一帝国很快倒台，1823年，共和政府成立。1824年，人口稀少的德克萨斯和科阿韦拉领地共同组建了科阿韦拉及德克萨斯州。州首府设在了州中离德克萨斯最远的南科阿韦拉，这一决定在当时饱受争议。
在奥斯汀的带领下，更多的被称为Empresario的定居者从美国来到德克萨斯，在当地开展殖民活动。棉花价格的暴涨和密西西比种植园的成功驱使许多美国白人迁居至德克萨斯，在此蓄奴以复制在密西西比取得成功的种植园商业模式。墨西哥总统安纳斯塔西奥·布斯塔曼特颁布了《1830年4月6日法令》，宣布美国人向德克萨斯地区移民非法。墨西哥已于1829年废除了奴隶制，但德克萨斯人拒绝废除奴隶制，这导致墨西哥政府与当地定居者之间爆发了数次冲突。德克萨斯人通过将来自美国的“自由”奴隶转变为契约劳工来绕过废除奴隶制的有关规定。由于德克萨斯的定居者对墨西哥政府的干涉感到不满，他们召开了1832年议会，向着德克萨斯革命迈出了至关重要的第一步。
1835年12月20日，得克萨斯人在戈里亚得签署了第一份独立声明。得克萨斯正式宣布独立是在1836年3月2日，建立了得克萨斯共和国。
四天以后，墨西哥当时的独裁者安東尼奧·洛佩斯·德·桑塔·安納将军在两星期的进攻之后，殲滅了据守阿拉莫约200名的得克萨斯人，「毋忘阿拉莫」变成了得克萨斯独立的口号。1836年4月21日在圣哈金托（现在的休士頓）附近，安東尼奧·洛佩斯·德·桑塔·安納将军所率领的墨西哥军队被山姆·休士頓将军所率领的800名得克萨斯人所击败，1600名墨西哥人被杀或被俘，安東尼奧·洛佩斯·德·桑塔·安納将军本人也被俘了，而得克萨斯人只有9人战死。这次决战导致得克萨斯真正从墨西哥独立。

## 首都
从1836年开始，直到山姆·休士頓将首都迁往休士頓之前，五个城鎮担当了得克萨斯（布拉索斯河畔的華盛頓、哈里斯堡、加尔维斯敦、维拉斯克和哥伦比亚）临时首都。1839年，首都被迁往向奥斯汀新镇。

## 政治
共和国的内部有二个相互冲突的政治派别。一派是民族主义的派别，领袖是米哈博.B.拉马尔，主张德克萨斯继续维持独立并扩展到太平洋。对立派，领袖是總統山姆·休斯敦，主张德克萨斯与美国合并，与美国和当地美国人和平共处。

## 合并
1845年2月28日，美國眾議院以132票對76票，通過參議院版聯合決議與德克萨斯共和國合并。7月4日，德克萨斯共和國憲法大會以55票對1票，通過接受美國提案。10月13日，得克萨斯共和國公投以7,664票對430票通過合併案。12月16日，美國眾議院以141票對58票（21票棄權）通過接納得克萨斯。12月22日，美國參議院以31票對14票（7票棄權）通過接納德克萨斯。德克萨斯共和國至此併入美國。

## 代表人物
- 山姆·休士頓，弗吉尼亚人，1836年-1838年和1841年-1844年間两次担任德克萨斯共和国总统。他在1859年到1861年担任得克萨斯州的州长。
- 1836年10月，德克萨斯共和国的第一国会在哥伦比亚（现在西部哥伦比亚）召开。史蒂芬·F·奧斯丁（被稱為得克萨斯之父）在擔任新共和国国务卿兩個月後，於1836年12月27日逝世。